# Монти, Мария
Мари́я Мо́нти (итал. Maria Monti, настоящее имя — Мари́я Монтиче́лли итал. Maria Monticelli; род. 26 июня 1935, Милан, Королевство Италия) — итальянская актриса кино и театра, певица.

## Биография
Мария Монти начала свою актёрскую деятельность в первой половине 1950-х годов в кабаре Милана, представляя здесь свои первые песни, написанные для неё.
В 1956 году дебютировала на телевидении в шоу талантов «Primo applauso». В 1959 году она впервые появилась в качестве актрисы в главной роли одной из четырёх частей «La svolta pericolosa» RAI.